# Monumento a la Reconciliación
El monumento a la Reconciliación fue un monumento que existió en El Salvador desde 2017 hasta su demolición en 2024. El monumento, que fue diseñado por el escultor Napoleón Alberto Escoto, y fundido por Antonio Vielma Mendiola, conmemoró el 25 aniversario de la firma de los Acuerdos de Paz de Chapultepec que pusieron fin a la Guerra civil salvadoreña. Fue inaugurado por el presidente Salvador Sánchez Cerén en enero de 2017 y fue demolido por el Ministerio de Obras Públicas en enero de 2024.

## Descripción
El Monumento a la Reconciliación estuvo ubicado en la intersección del Boulevard Monseñor Óscar Arnulfo Romero y la Calle del Espino en San Salvador. Fue diseñado por el escultor salvadoreño Napoleón Alberto Escoto y construido por la Dirección de Ciudades Inclusivas utilizando miles de llaves donadas a la dirección por ciudadanos salvadoreños. Voluntarios de la Universidad de El Salvador ayudaron a construir el monumento.
El monumento constaba de tres estatuas de bronce, dos de ellas de 6 metros (20 pies) de altura y uno medía 12 metros (39 pies) de altura. Las dos estatuas de 6 metros de altura representaban a un guerrillero y un soldado; ambas estatuas tenían los brazos entrelazados y extendían las manos que liberaban a un grupo de palomas hechas de aluminio.  La estatua de 12 metros de altura, apodada "La Mater Civis",  representaba a una mujer desnuda, en representación de los ciudadanos salvadoreños, extendiendo sus brazos con un anillo en un dedo que representaba la paz.
Un 300 metros (984 pies) camino conducía a los visitantes al monumento, y su longitud representaba un camino largo y difícil hacia la paz. Cerca del monumento se ubicó la Escultura-Mural Huellas de Jaguar; representaba la cultura indígena de El Salvador, la conquista española de El Salvador por Pedro de Alvarado, el " Primer Grito de Independencia " de 1811, las presidencias de notables generales salvadoreños, varios autores salvadoreños y el entonces recién beatificado arzobispo Óscar Romero.

## Historia

### Inauguración
El Monumento a la Reconciliación fue inaugurado el 15 de enero de 2017 por el presidente Salvador Sánchez Cerén. El monumento fue construido para conmemorar el 25 aniversario de la firma de los Acuerdos de Paz de Chapultepec que pusieron fin a la insurrección de las décadas de 1970-1990. Amnistía Internacional aplaudió la inauguración del monumento, afirmando que se trataba de un "homenaje a los civiles asesinados o desaparecidos durante el conflicto";  en total, alrededor de 75.000 personas murieron y 8.000 más desaparecieron. El Ministerio de Obras Públicas calificó el monumento como "una metáfora de la democracia, de la soberanía del pueblo, de la unidad del país y del principio de solución". Algunos salvadoreños supuestamente cuestionaron el simbolismo del monumento y objetaron su apariencia, y el propio Escoto afirmó que el monumento final no se parecía del todo a los planos originales.

### Demolición

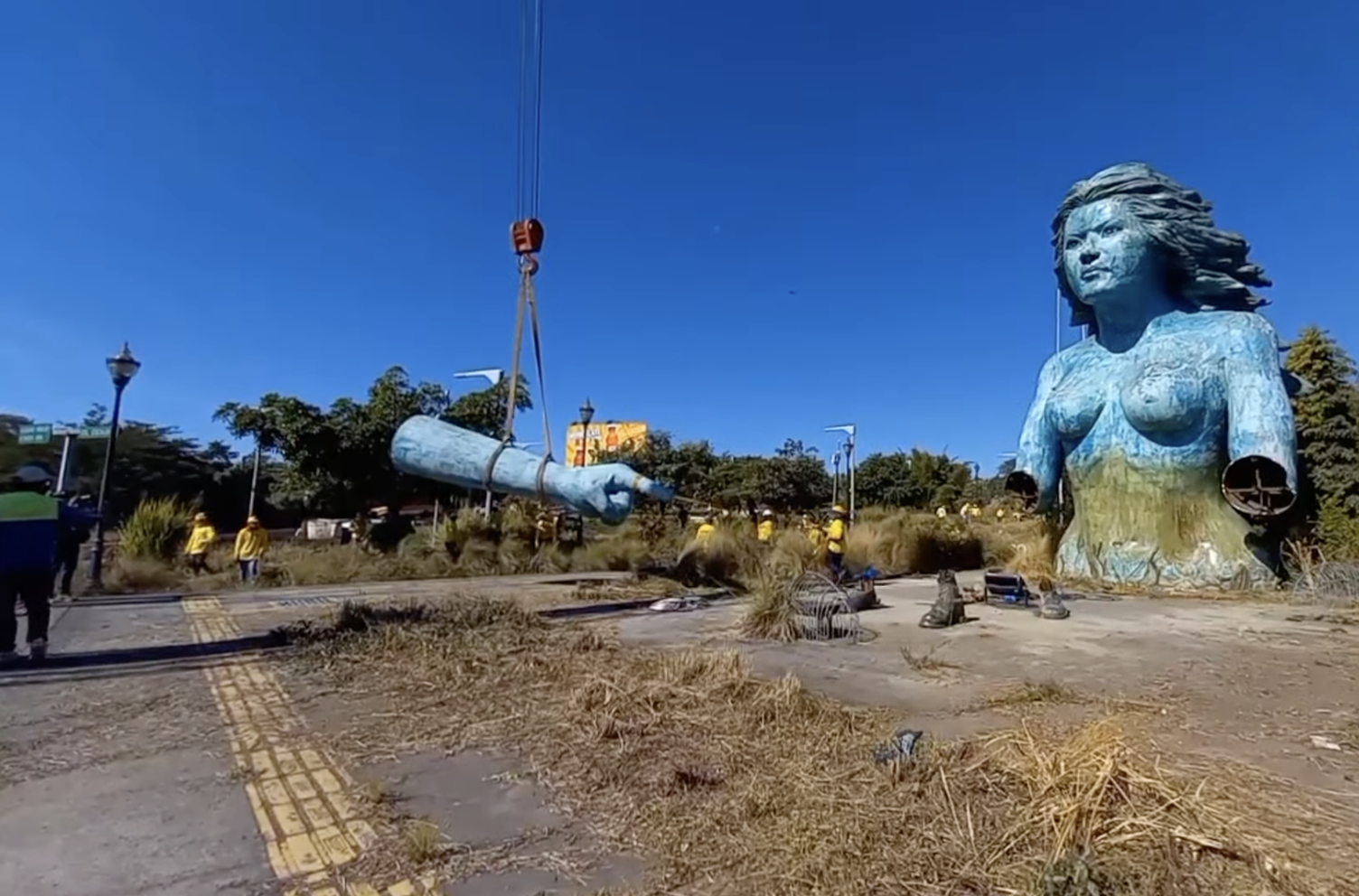
La demolición del monumento

El 4 de junio de 2020, el presidente salvadoreño Nayib Bukele ordenó al Ministerio de Obras Públicas derribar el Monumento a la Reconciliación, afirmando que se trataba de un "monumento horrible". Aclaró que si bien el monumento sería demolido, el parque donde se encontraba no lo sería.  Un esfuerzo inicial para demoler el monumento se detuvo en diciembre de 2021 por razones no especificadas.  El monumento fue derribado el 3 de enero de 2024 por el Ministerio de Obras Públicas. Romeo Herrera, el ministro, afirmó que en el lugar donde se encontraba el monumento se construiría un nuevo parque.
Bukele publicó un video de la demolición del monumento en X, diciendo "El supuesto 'monumento a la reconciliación', inaugurado por el gobierno del FMLN en 2017 —que no solo era estéticamente horrible, sino que glorificaba el pacto entre los asesinos de nuestro pueblo para repartirse el pastel— ha sido demolido. Herrera afirmó que “este espacio no era visitado por nadie” y que era un "monumento a la corrupción". Nidia Díaz, signataria de los acuerdos de paz y ex comandante del FMLN, criticó la demolición del monumento, calificándole de “antihistórico[s]“,